# 彼女が目覚めるその日まで
『彼女が目覚めるその日まで』（かのじょがめざめるそのひまで、Brain on Fire）は2016年に公開されたアイルランド・アメリカ合衆国・カナダ合作のドラマ映画である。監督はジェラルド・バレット、主演はクロエ・グレース・モレッツが務めた。本作はスザンナ・キャハランが2012年に上梓した自叙伝『脳に棲む魔物』を原作としている。

## ストーリー
スザンナ・キャハランは『ニューヨーク・ポスト』で働く新米の記者だった。彼女には恋人（スティーヴン）もおり、公私ともに順調な日々を送っていた。しかし、彼女は突然幻聴をはじめとする謎の症状に苦しめられるようになった。それが原因で常軌を逸した言動を取ることがしばしば見受けられるようになった。やがて彼女は何かの発作を起こしてしまい、直ちに病院へと搬送された。
病院にやって来たスザンナの父親（トム）は自分に真っ先に連絡しなかったスティーヴンを詰った。トムが冷静さを取り戻した後、スティーヴンは両親の元での療養をスザンナに勧めたが、彼女はそれを拒否した。しかし、最終的に、スザンナは母親（ローナ）の下で治療に専念することになったが、またしても発作が起きた。医者は過労と睡眠不足が原因だと診断したが、スザンナ自身は双極性障害の可能性を疑っていた。献身的に娘を看病していたローナだったが、度重なる発作に疲れ果て、トムに助力を仰いだ。それでもなお病状が好転しなかったので、両親はスザンナの入院治療を希望した。しかし、医者が検査を重ねても異常は見当たらなかった。
統合失調症患者向けの治療も試みられたが、症状は悪化する一方であった。病院はサウエル・ナジャール医師の協力の下、スザンナの病因の解明に努めた。ナジャールがスザンヌに時計の絵を描かせたところ、彼女は全ての数字を右半分に配列した。このことから、ナジャールは右脳に何らかの異常があるのではないかと判断した。病理検査の結果、スザンヌは抗NMDA受容体抗体脳炎であったことが判明した。説明を簡単にするべく、ナジャールは「脳に棲む魔物」という比喩を用いてスザンナの家族に説明した。
7ヶ月後、スザンナは無事に職場に復帰することができた。事の子細を知った上司のリチャードはスザンナに体験談をまとめてはどうかとアドバイスした。それを受けて、スザンナは『脳に棲む魔物』という自叙伝の執筆を始めるのだった。

## キャスト
- スザンナ・キャハラン（英語版）: クロエ・グレース・モレッツ
- マーゴ: ジェニー・スレイト
- スティーヴン: トーマス・マン
- リチャード: タイラー・ペリー
- ローナ・ナック: キャリー＝アン・モス
- トム・キャハラン: リチャード・アーミティッジ
- サウエル・ナジャール（英語版）医師: ナヴィド・ネガーバン
- アレン: アレックス・ザハラ（英語版）
- ジゼル: ジェン・マクリーン＝アンガス

## 製作
2014年5月1日、シャーリーズ・セロンがスザンヌ・キャハランの自叙伝『Brain on Fire: My Month of Madness』の映画化権を購入していたという報道があった。当初、主演にはダコタ・ファニングが起用される予定であった。2015年1月22日、ジェラルド・バレットが本作の監督に起用されたと報じられた。2月、第65回ベルリン国際映画祭で本作の配給権が販売された。4日、ウィル・ポールターがキャスト入りしたと報じられた。5月26日、降板したポールターの代役にトーマス・マンが起用され、ジェニー・スレイトに本作の出演オファーが出ているとの報道があった。6月26日、スケジュールの都合でファニングが降板し、その代役としてクロエ・グレース・モレッツが起用されたと報じられた。7月7日、ブロード・グリーン・ピクチャーズが本作の全米配給権を購入したと発表した。16日、キャリー＝アン・モスとリチャード・アーミティッジの出演が決まった。20日、タイラー・ペリーがキャスト入りしたと報じられた。

### 撮影
本作の主要撮影は2015年7月13日にバンクーバーで始まり、同年8月10日に終了した。院内でのシーンの撮影はバンクーバー総合病院でロケが行われた。

## 公開
2016年9月14日、本作は第41回トロント国際映画祭でプレミア上映された。上映後の評判が芳しくなかったため、ブロード・グリーン・ピクチャーズは本作の全米配給権をNetflixに売却した。

## 評価
本作は批評家から酷評されている。映画批評集積サイトのRotten Tomatoesには15件のレビューがあり、批評家支持率は13%、平均点は10点満点で4.5点となっている。また、Metacriticには5件のレビューがあり、加重平均値は34/100となっている。